# Лигатне (станция)
Ли́гатне (латыш. Līgatne) — железнодорожная станция на линии Рига — Лугажи, ранее являвшейся частью Псково-Рижской железной дороги. Находится на территории Лигатненской волости (Лигатненский край) между станциями Сигулда и Иерики. 

## История
Станция Лигате открыта одновременно с открытием Псково-Рижской железной дороги. Во время Первой мировой войны существовала, построенная русской армией провизорская конно-полевая железная дорога от Лигате через Нитауре, Мадлиену и Ледмани, с ответвлениями на Скривери и Кокнесе, к позициям на Даугавском фронте. С 1927 года носит название Лигатне.